# گسل دهشیر
گسل دهشیر یا گسل نایین–بافت یکی از گسل‌های مهم ایران مرکزی است که با درازای ۳۵۰ تا ۵۰۰ کیلومتر، روند شمال شمال‌غربی – جنوب جنوب‌غربی و شیب نزدیک به قائم دارد. این گسل از جنوب‌غربی شهرستان نایین آغاز شده و تا نزدیک سیرجان ادامه می‌یابد. از دهشیر تا شهربابک، بخشی از آمیزه‌های افیولیتی ایران مرکزی در بخش غربی این گسل و در طول بیش از ۲۰۰ کیلومتر رخنمون دارد که ممکن است نشان‌دهنده مرز جنوب‌غربی زیرقاره ایران مرکزی باشد.

## لرزه‌خیزی
بریده‌شدن رسوبات کواترنری به وسیله این گسل، گویای حرکات آن در کواترنری است. گسل دهشیر با وجود داشتن شیب نزدیک به قائم، با یک حرکت راست‌گرد، سبب جابه‌جایی رسوبات کرتاسه بالا به میزان ۵۰ کیلومتر شده‌است. هیچ کانون زمین‌لرزه‌ای بر روی این گسل گزارش نشده، ولی رخداد زمین‌لرزه بسیار محتمل است.